# Newtype
Newtype (яп. ニュータイプ Ню:тайпу) — ежемесячный журнал, выходящий в Японии, в котором представлены статьи об аниме (и в меньшей степени токусацу, манге, японской фантастике, сэйю и компьютерных играх). Первый выпуск был выпущен издательской компанией Kadokawa Shoten 8 марта 1985 года с выходом в апреле и с тех пор регулярно выходит 10-го числа каждого месяца в своей стране. Newtype Korea выходит в Корее. Дополнительные публикации Newtype также существуют в Японии, такие как Newtype Hero/Newtype the Live (которые посвящены токусацу) и NewWORDS (которые ориентированы на более зрелый рынок для взрослых), а также многочисленные ограниченные версии (такие как Clamp Newtype).
Название журнала происходит от «Newtypes» в хронологии Universal Century серии Gundam, а именно Mobile Suit Gundam (1979) и его продолжения Mobile Suit Zeta Gundam (1985). Журнал Newtype вышел через неделю после выхода в эфир Zeta Gundam 2 марта 1985 года.
В период с 2002 по 2008 год в Северной Америке (в основном, в США) выходила англоязычная версия журнала Newtype USA.

## Контент

### Колонки
Newtype запускает несколько столбцов в месяц, как правило, пишется создателями в аниме и манге. Среди прошлых и нынешних авторов: Сацуки Игараси (из «Clamp»), Махиро Маэда и Жиль Пойтрас. Newtype USA включал в себя колонки от более известных авторов истории (таких как Джонатан Клементс), а также людей, вовлеченных в индустрию аниме США (таких как Моника Риал).

### Манга
Новый тип обычно содержит центральную вставку с регулярно сериализованной мангой (часто публикуемой Kadokawa позднее в форме танкобон). Журнал, пожалуй, самый известный в Японии благодаря сериализации «Герои пяти планет» Мамору Нагано.
Манга, сериализованная в Newtype USA, варьировалась по причинам лицензирования. Они включали в себя Full Metal Panic!, Angel/Dust, Chrono Crusade, Lagoon Engine Einsatz, Neon Genesis Evangelion: Angelic Days, Aoi House 4-koma, Angel/Dust Neo, и Kobato. . Только некоторые из которых действительно появились в японском Newtype.

## Международные версии
Newtype USA включает как переведенный японский контент, так и оригинальный материал США. Контент включал обзоры аниме, манги, музыки, игр, игрушек и моделей, интервью с режиссерами, профили артистов и регулярные колонки от экспертов отрасли, создателей вкуса и тех, кто глубоко изучал их. Newtype USA также включал в себя бонусный контент, такой как плакаты, открытки, разворот в центре, сериализованная манга и вставка DVD. Newtype USA был опубликован A.D. Vision, материнской компанией дистрибьютора аниме ADV Films и издателя манги ADV Manga, но в журнале по-прежнему размещались материалы и рекламные материалы, распространяемые конкурирующими издательствами. Около 70% материала переведено с японского релиза, включая соответствующие обложки и переднюю историю, а также статьи американских писателей. Ожидается, что подписки при первом выпуске достигнут 50 000 человек. Первый выпуск Newtype USA был опубликован в ноябре 2002 года, и закончил публикацию после февральского номера 2008 года and ended publication after the February 2008 issue.. В 2008 году он был заменен журналом PiQ, который прекратил публикацию после четырех выпусков.
Newtype был также опубликован в Южной Корее Daiwon C.I. под названием Newtype Korea. Первый номер был выпущен в июле 1999 года. Журнал продолжил выпускаться до февраля 2014 года, когда был опубликован последний номер. Журнал включал переведенный японский контент, с дополнительным акцентом на отечественные корейские анимационные проекты. Daiwon.C.I. также использовали брендинг Newtype для линейки импортированных японских анимационных DVD и легких романов, названных Newtype DVD и Newtype Light Novel. И в оригинальных японских, и в английских изданиях использовался формат «справа налево», а в корейском - зеркальный.

## Newtype Anime Awards
| Год  | Лучший аниме-сериал                          | Лучший анимационный фильм                                           | Лучшая режиссура  | Лучший сценарий             | Лучший саундтрек | Лучшая песня                                   | Лучший дизайн персонажей      | Лучший меха-дизайн                         | Лучшая главная мужская роль    | Лучшая мужская роль второго плана | Лучшая главная женская роль    | Лучшая женская роль второго плана | Лучший мужской персонаж | Лучший женский персонаж | Лучший персонаж-маскот | Ссылка |
| ---- | -------------------------------------------- | ------------------------------------------------------------------- | ----------------- | --------------------------- | ---------------- | ---------------------------------------------- | ----------------------------- | ------------------------------------------ | ------------------------------ | --------------------------------- | ------------------------------ | --------------------------------- | ----------------------- | ----------------------- | ---------------------- | ------ |
| 2011 | Puella Magi Madoka Magica                    | Macross Frontier: Sayonara no Tsubasa                               | Акиюки Симбо      | Гэн Уробути                 | Юки Кадзиура     | «Connect» (ClariS)                             | Такахиро Кисида               | Tiger & Bunny                              | Мамору Мияно                   | Кэйдзи Фудзивара                  | Аой Юки                        | Тива Сайто                        | Ринтаро Окабэ           | Акэми Хомура            | Кюбэй                  | [ 7 ]  |
|      |                                              |                                                                     |                   |                             |                  |                                                |                               |                                            | Лучший актёр                   | Лучший актёр                      | Лучшая актриса                 | Лучшая актриса                    |                         |                         |                        |        |
| 2012 | Fate/Zero                                    | K-On! The Movie                                                     | Ацуси Нисигори    | Токо Матида                 | Юки Кадзиура     | «Ready!!» (765PRO ALLSTARS)                    | Ацуси Нисигори                | Bodacious Space Pirates                    | Акио Оцука                     | Акио Оцука                        | Эрико Накамура                 | Эрико Накамура                    | Райдер                  | Харука Амами            | Хамадзо                | [ 8 ]  |
| 2013 | Атака на титанов                             | Gekijouban Steins;Gate: Fuka Ryouiki no Deja vu                     | Тэцуро Араки      | Ясуко Кобаяси               | Хироюки Савано   | «Guren no Yumiya» (Linked Horizon)             | Асака Нисида / Ёхэй Мурота    | Majestic Prince                            | Томокадзу Сугита               | Томокадзу Сугита                  | Миюки Савасиро                 | Миюки Савасиро                    | Ринтаро Окабэ           | Микаса Аккерман         | Чембер                 | [ 9 ]  |
| 2014 | Kill la Kill                                 | The Idolmaster: Kagayaki no Mukougawa e!                            | Ацуси Нисигори    | Кадзуки Накасима            | Хироюки Савано   | «M@STERPIECE» (765PRO ALLSTARS)                | Тосио Исидзаки                | Arpeggio of Blue Steel                     | Юки Кадзи                      | Юки Кадзи                         | Эрико Накамура                 | Эрико Накамура                    | Кадзуто Киригая         | Харука Амами            | Ётаро                  | [ 10 ] |
| 2015 | Fate/stay night: Unlimited Blade Works       | Psycho-Pass                                                         | Такахиро Миура    | Гэн Уробути / Макото Фуками | Хироюки Савано   | «Brave Shine» (Aimer)                          | Юсукэ Мацуо                   | Aldnoah.Zero                               | Такуя Эгути                    | Такуя Эгути                       | Кана Ханадзава                 | Кана Ханадзава                    | Хатиман Хикигая         | Юкино Юкиносита         | Соник                  | [ 11 ] |
| 2016 | Кабанери железной крепости                   | Твоё имя                                                            | Масахару Ватанабэ | Итиро Окоти                 | Хироюки Савано   | «High Free Spirits» (TrySail)                  | Ясуюки Эбара                  | Mobile Suit Gundam: Iron-Blooded Orphans   | Хироси Камия                   | Хироси Камия                      | Инори Минасэ                   | Инори Минасэ                      | Субару Нацуки           | Рэм                     | Пак                    | [ 12 ] |
| 2017 | Fate/Apocrypha                               | Sword Art Online The Movie: Ordinal Scale                           | Такуя Игараси     | Юитиро Хигасидэ             | Юки Кадзиура     | «Youkoso Japari Park e» (Doubutsu Biscuit/PPP) | Нобухиро Арай                 | Mobile Suit Gundam: Iron-Blooded Orphans   | Юитиро Умэхара                 | Юитиро Умэхара                    | Миюки Савасиро                 | Миюки Савасиро                    | Кадзуто Киригая         | Юки Асуна               | Конносукэ              | [ 13 ] |
| 2018 | The Idolmaster SideM                         | Проза бродячих псов. Фильм                                          | Такуя Игараси     | Юнико Аяна / Юкиэ Сугавара  | Таку Ивасаки     | «Reason!!» (315 Stars)                         | Харуко Иидзука / Юсукэ Танака | Darling in the Franxx                      | Мамору Мияно                   | Мамору Мияно                      | Кана Ханадзава                 | Кана Ханадзава                    | Тэру Тэндо              | Кёка Идзуми             | Каэрре                 | [ 14 ] |
| 2019 | Истребитель демонов                          | Промар                                                              | Харуо Сотодзаки   | Кадзуки Накасима            | Elements Garden  | «Gurenge» (LiSA)                               | Акира Мацусима                | Промар                                     | Нацуки Ханаэ                   | Нацуки Ханаэ                      | Акари Кито                     | Акари Кито                        | Тандзиро Камадо         | Нэдзуко Камадо          | Винни                  | [ 15 ] |
| 2020 | Госпожа Кагуя: В любви как на войне          | KonoSuba: God's Blessing on this Wonderful World! Legend of Crimson | Мамору Хатакэяма  | Ясухиро Наканиси            | U/S              | «DADDY! DADDY! DO!» (Масаюки Судзуки)          | Юко Яхиро                     | Psycho-Pass 3                              | Макото Фурукава                | Макото Фурукава                   | Аой Кога                       | Аой Кога                          | Миюки Сироганэ          | Кагуя Синомия           | Тёмускэ                | [ 16 ] |
| 2021 | Магическая битва                             | Истребитель демонов: Поезд «Бесконечный»                            | Харуо Сотодзаки   | Хироси Сэко                 | Сиро Сагису      | «Homura» (LiSA)                                | Юко Яхиро                     | Mobile Suit Gundam: Hathaway's Flash       | Мамору Мияно                   | Мамору Мияно                      | Акари Кито                     | Акари Кито                        | Кёдзюро Рэнгоку         | Нэдзуко Камадо          | Пан-тян                | [ 16 ] |
| 2022 | Истребитель демонов: Квартал красных фонарей | Sword Art Online Progressive: Aria of a Starless Night              | Харуо Сотодзаки   | Ясухиро Наканиси            | Юки Кадзиура     | «Yuke» (LiSA)                                  | Кэнто Тоя                     | Tiger & Bunny 2                            | Ёсицугу Мацуока                | Ёсицугу Мацуока                   | Аой Кога                       | Аой Кога                          | Кирито                  | Асуна                   | Аня Форджер            | [ 17 ] |
|      |                                              |                                                                     |                   |                             |                  |                                                |                               |                                            | Лучший сэйю                    |                                   |                                |                                   |                         |                         |                        |        |
| 2023 | Bocchi the Rock!                             | Sword Art Online Progressive: Scherzo of Deep Night                 | Кэйитиро Сайто    | Итиро Окоти                 | Такаси Омама     | «Seishun Complex» (Kessoku Band)               | Могмо                         | Mobile Suit Gundam: The Witch from Mercury | Линн (в смешанном голосовании) | Линн (в смешанном голосовании)    | Линн (в смешанном голосовании) | Линн (в смешанном голосовании)    | Кирито                  | Сулетта Меркьюри        | Хотс                   | [ 18 ] |